# Carlo Jacono
Carlo Jacono (Milano, 17 marzo 1929 – Milano, 7 giugno 2000) è stato un illustratore e pittore italiano.
Guadagnò lo pseudonimo di Uomo del cerchio - per l'impaginazione di molte sue copertine di carattere rosa, poliziesco, fantascientifico, italiane, inglesi svedesi, norvegesi, americane - o più semplicemente col solo cognome, Jacono, con cui si firmava. Il suo stile inconfondibile, la maestria nell’esecuzione, la prolificità e la capacità artistica in oltre 50 anni di carriera, il sapersi prestare anche a generi diversi e il grande successo presso i lettori e gli editori, lo rese uno dei maestri della illustrazione italiana e una delle firme più apprezzate e conosciute sulla scena dell’illustrazione nazionale e internazionale.

## Biografia
Nasce a Milano il 17 marzo 1929, figlio di Antonio Jacono (giornalista e studioso della lingua italiana e in particolare di esotismi alla cui materia dedicò  diversi libri di studio utilizzati anche in ambito universitario). Nonostante il parere contrario del padre che lo avrebbe voluto avviato a una carriera letteraria, studiò al Liceo Artistico e all'Accademia di Belle Arti di Brera, sviluppando uno stile figurativo e una grande capacità nel ritratto e nella costruzione grafica dell’immagine. Esordì quindi collaborando giovanissimo alla testata “La vispa Teresa”, creando le copertine della serie, ma dopo poco interruppe la collaborazione per dedicarsi alla pubblicità, campo a cui ritornerà più volte nel corso della carriera.
Nel 1949 uno dei primi studi pubblicitari americani sbarcati in Italia lo convinse a creare grafiche e illustrazioni attinenti all'attività dello studio stesso.
Nel 1950 Alberto Tedeschi affidò all’appena ventunenne Jacono l’importantissimo incarico di illustrare le copertine della collana il Giallo Mondadori, a cui lavorò fino al 1986, producendone più di 3000; tale lunghissima collaborazione gli varrà l’appellativo di “Uomo del cerchio” (le illustrazioni dei gialli Mondadori erano inserite in un cerchio). Sue sono anche le prime 100 copertine del settimanale di fantascienza Urania inizialmente illustrato anche all'interno. Lascerà poi quest’ultimo incarico per l’impossibilità di riuscire a seguire tutte le testate.
Dal 1960 realizzò le copertine della collana di spionaggio Segretissimo, illustrato fino al 1990.
Negli anni Sessanta si dedica anche alle copertine della Collana Emilio Salgari per le Edizioni del Gabbiano di Roma, in cui si cimenta con il filone storico (data l’ambientazione dei romanzi), ma illustra anche altre opere come “Ben Hur” , “La freccia nera”, “Zanna Bianca” e molti altri classici della letteratura. Alla fine degli anni Settanta realizza una serie di 40 carte da gioco per la multinazionale Dupont, mentre negli anni Ottanta inizia una lunga e fruttuosa collaborazione con TV Sorrisi e canzoni, con la Domenica del Corriere (per cui riprende la tradizionale copertina illustrata inaugurata da Achille Beltrame di cui continua la prestigiosa eredità) e L'Europeo, con il settimanale "Sette" allegato al Corriere della Sera.
Collabora inoltre con Grand Hotel, Confidenze, Grazia, sue illustrazioni appaiono in copertina ai libri del Club degli Editori, di Euroclub, di Selezione del Reader's Digest,  illustra fiabe, western, fantasy, mettendo la sua arte al servizio di tutti i generi e dimostrando una grandissima duttilità e produttività. Veloce e infaticabile è amato dagli editori per la sua affidabilità. A partire dal 1970 intraprende anche una carriera pittorica, esponendo in mostre personali sia in Italia sia all'estero, dedicandosi a un filone figurativo romantico che trova il suo capolavoro nella serie de “i guerrieri”.
In quasi 50 anni di carriera lavora per tutte le più importanti case editrici italiane ed estere, per periodici inglesi, tedeschi, francesi, svedesi, norvegesi, statunitensi. In Giappone illustra un libro di fiabe occidentali, ma anche una biografia di Richard Wagner (i dipinti originali saranno esposti allo WOW Spazio Fumetto di Milano in occasione del Bicentenario wagneriano, nel 2012). Nel 1980 dipinge i quadri di scena del film Ombre, diretto da Giorgio Cavedon.
Jacono, nell’arco della carriera ha realizzato 6000 illustrazioni, 300 quadri, 124 mostre d’arte. È stato pubblicato da 60 editori mondiali su più di 150 testate editoriali. Ha vinto 18 premi nazionali ed internazionali (fra cui nel 1970 il prestigioso premio Illustrator) stabilendo relazioni di lavoro con più di 20 Paesi.
Collabora con importanti agenzie pubblicitarie come Armando Testa, Young e Rubicam, McCann Erickson, ritornando a prestare la sua mano al mondo della pubblicità, realizzando molte famose campagne, fra le altre illustra per la Armando Testa la campagna di Lavazza con testimonial Nino Manfredi.
È presente come ospite in tutte le principali rassegne del giallo, della fantascienza e del fumetto, come il Mystfest di Cattolica, Treviso Comics, la Mostra internazionale del film di fantascienza di Roma.
Muore a Milano (Italia) il 7 giugno 2000.
Nel 2008, in suo onore viene istituito il prestigioso premio “Carlo Jacono” con lo scopo di premiare e segnalare gli autori che, come Jacono, si sono particolarmente distinti e dedicati all’illustrazione “di genere”. Nella prima edizione il premio fu assegnato a Marco Soldi. 
Nel 2020, in occasione dei 90 anni dalla sua nascita, e nell’ambito degli eventi relativi alla mostra organizzata a Milano per celebrare la data e l’autore, viene istituito il premio letterario “Jacono 9000” dedicato agli autori gialli in grado di scrivere un racconto noir in 9.000 battute ispirate all’opera dell’artista.
All’opera di Carlo Jacono sono stati dedicati articoli, interviste, libri e monografie e oggi sue opere si trovano nei fondi di diverse fondazioni in Italia e nel mondo.